# Marianne Stokes
 (février 2023).
Marianne Stokes, née Marianne Preindlsberger à Graz en 1855 et morte en 1927 à Londres, est une peintre d'origine autrichienne, active en Grande-Bretagne à la fin de l'époque victorienne.

## Biographie
Marianne Preindlsberger est fille d'un comptable nommé Franz et de son épouse Agnes, qui travaille dans un magasin de vêtements. Elle entame des études de dessin à l'académie des Beaux-arts de Graz dans la province autrichienne de Styrie en 1872. Elle y rencontre le peintre français Max Leenhardt en séjour d'étude, qui l'encourage dans son choix d'embrasser une carrière artistique. En 1874, elle part pour Vienne avec une bourse d'études. Elle intègre l'académie des Beaux-arts de Munich, auprès de Wilhelm von Lindenschmit. Sous l'influence de l'école munichoise, elle peint tout d'abord des toiles telles que Träumendes Mädchen (La Petite Rêveuse) en 1875. En 1875, Johann Strauss lui dédie la Polka-Mazurka Licht und Schatten (Opus 374). Grâce à une bourse d'études, elle peut aller suivre des cours à l'école des Beaux-Arts de Paris, où elle a pour professeur Pascal Dagnan-Bouveret. À son arrivée à Paris, elle est accueillie par son ami Max Leenhardt qui lui trouve un logement et lui permet d'intégrer rapidement les réseaux artistiques. Leenhardt lui fait rencontrer ses amis peintres, dont son cousin Eugène Burnand. La jeune femme travaille à Paris et dans la région parisienne, trouvant une nouvelle source d'inspiration dans les tableaux naturalistes de Jules Bastien-Lepage ou Jean-François Millet. Elle passe ses étés en Bretagne, où le coût de la vie est plus bas et il est plus facile de trouver des modèles. Elle fait la connaissance de la finnoise Helene Schjerfbeck, en compagnie de laquelle elle fait un séjour à Pont Aven en 1883. C'est à cette occasion qu'elle se lie avec le peintre anglais Adrian Stokes (1854-1935), qu'elle épouse en 1884 et suit en Angleterre. Reflection est exposé la même année au Salon des peintres à Paris. Le tableau est exposé une seconde fois en 1885 à la Royal Academy of Arts où il est acheté par la Walker Art Gallery de Liverpool. En 1886, Marianne et Adrian Stokes répondent à l'appel du peintre irlandais Stanhope Forbes, fondateur d'une colonie d'artistes, l'école de Newlyn, et se rendent à St Ives en Cornouailles, où ils font un séjour prolongé auprès d'Helene Schjerfbeck. Marianne y peint des scènes de genre bucoliques. La même année, le couple rend visite à une autre colonie d'artistes à Skagen à l'extrême nord du Danemark, sur l'instigation du peintre danois P. S. Krøyer.
Le tableau de Michael Ancher, Kindstaufe (Baptême) sur lequel elle figure, ainsi qu'une collection de photographies attestent de cette relation avec les peintres de Skagen.
Les Stokes vivent ensuite en différents endroits d'Angleterre. Marianne expose régulièrement à la Royal Academy, mais participe également à l'exposition universelle de 1893 à Chicago, où elle se voit décerner une médaille. Dans les années 1890, l'artiste trouve une source d'inspiration de plus en plus fréquente dans les sujets médiévaux, religieux et mythologiques. Son œuvre témoigne alors de l'influence des préraphaélites et de l'Art nouveau. Le nombre de ses acheteurs augmente, et dans les premières années des années 1900, elle organise de nombreuses expositions individuelles. Parallèlement, au début du XXe siècle, les époux se lancent dans une série de voyages. Un séjour à Ždiar dans les Carpates est suivi de la parution en 1909, de l'ouvrage Hongrie : il contient des études, de la main de Marianne Stokes, de paysannes slovaques qui demeurent encore aujourd'hui un important témoignage ethnographique. Elle figure dans le livre Women Painters of the World de 1905. 
La Première Guerre mondiale met fin à ses voyages en Europe. Pendant la guerre, elle est infirmière pour la Croix-Rouge. En collaboration avec son ami de longue date John Singer Sargent, ils réalisent des œuvres en Suisse. En 1923, Marianne Stokes devient membre de la « Société royale des aquarellistes » (Royal Society of Painters in Water Colours), qui devient plus tard la Royal Watercolour Society.

## Galerie
Les premières œuvres de l'artiste à Paris sont influencées par les naturalistes tels que Jules Bastien-Lepage et Jean-François Millet, tandis qu'en Angleterre, à partir des années 1890, elle est influencée par les préraphaélites et l'Art nouveau. Elle se consacre à des thèmes médiévaux et religieux (St. Elizabeth ode Hongrie filant pour les pauvres ; Madone et enfant Jésus). Ses œuvres ont été acquises par de nombreux collectionneurs privés en Angleterre, aux États-Unis et en Europe. En outre, Des œuvres de l'artiste se trouvent entre autres à la Tate Gallery de Londres, au Wallraf-Richartz-Museum & Fondation Corboud, de Cologne, et dans les collections publiques des musées de Pittsburgh, Manchester et Wolverhampton.

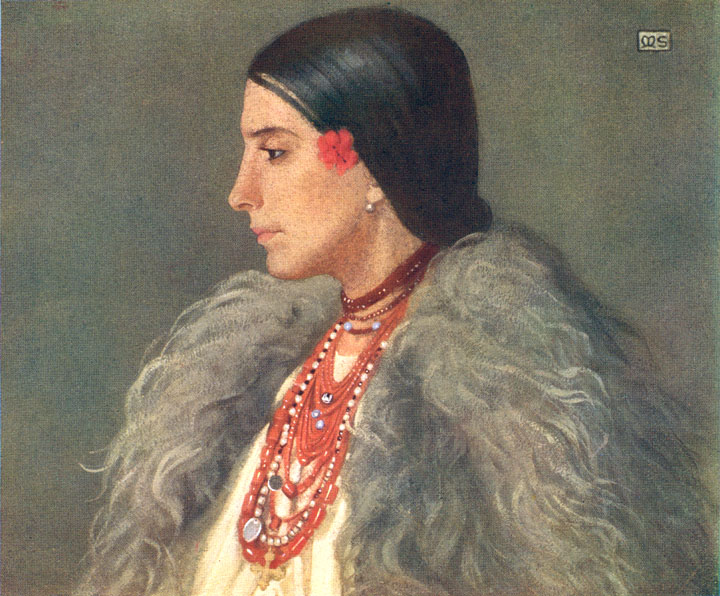
Femme de Desze, 1909.
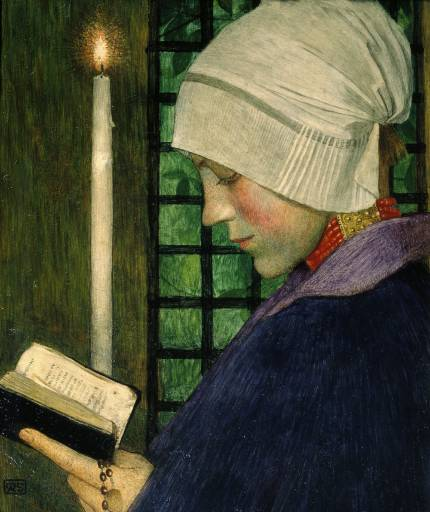
Jour des cendres, 1901.
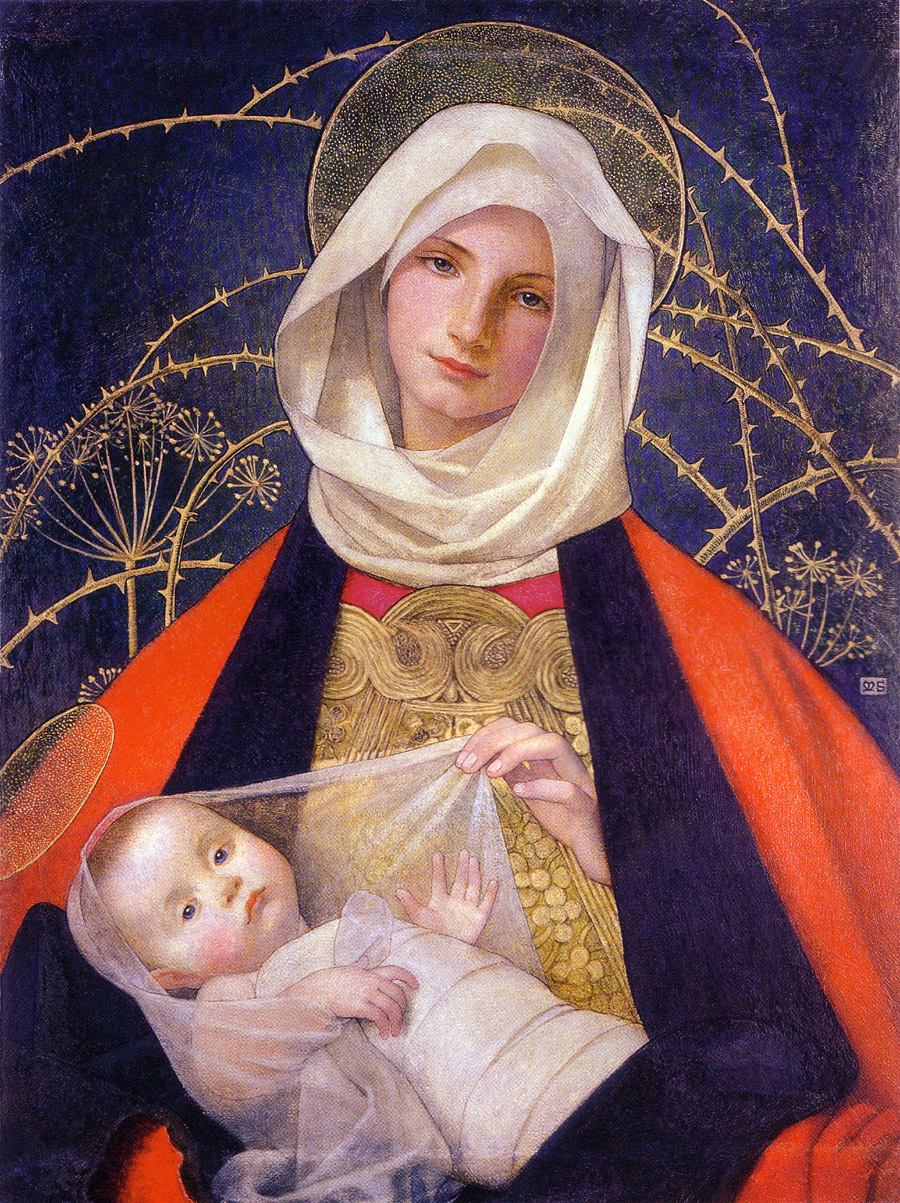
Madone et enfant Jésus, 1907-1908.
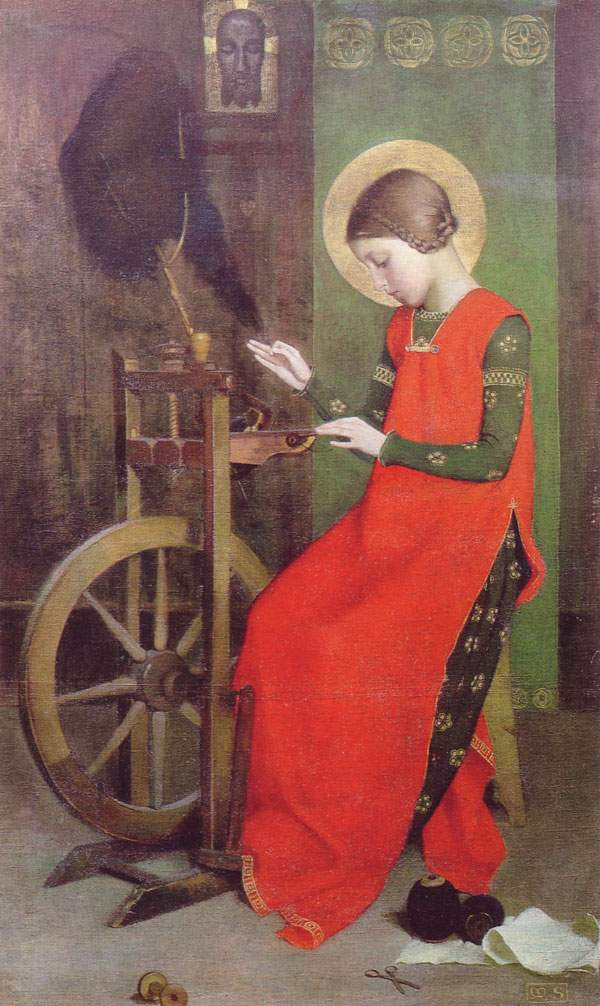
Ste Élisabeth de Hongrie filant pour les pauvres, 1895.
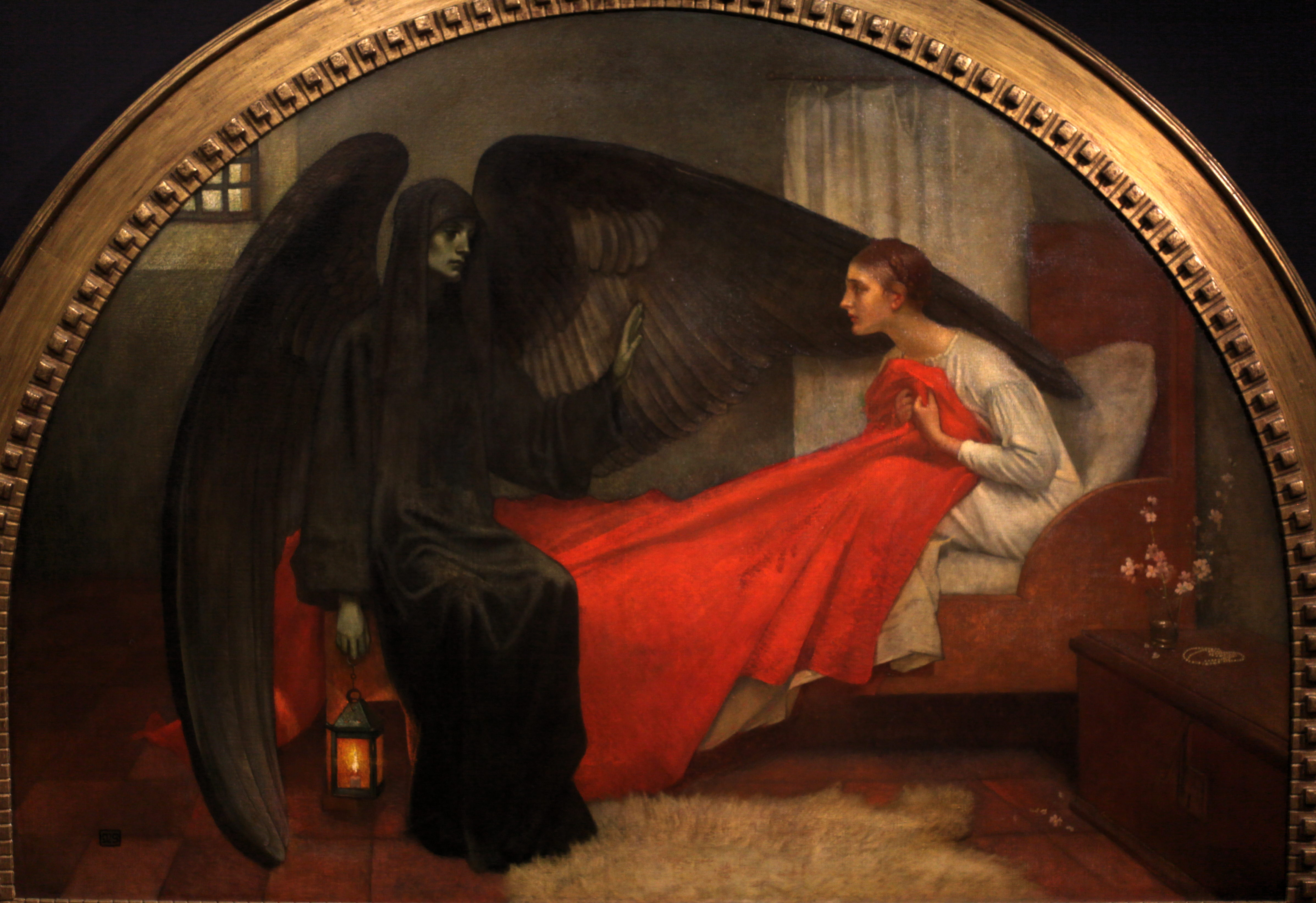
La Jeune Fille et la Mort, v. 1908
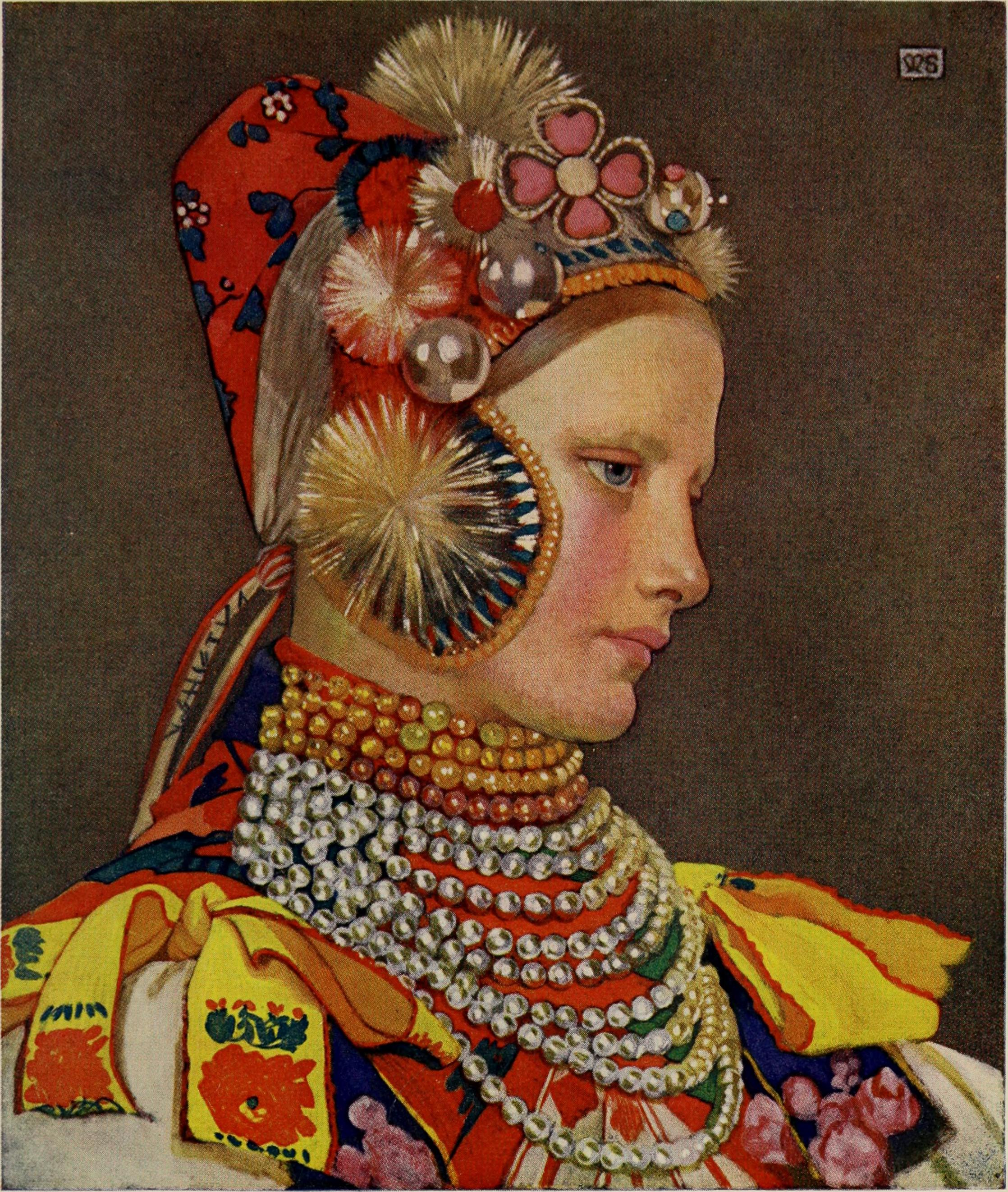
Hungary, 1909.
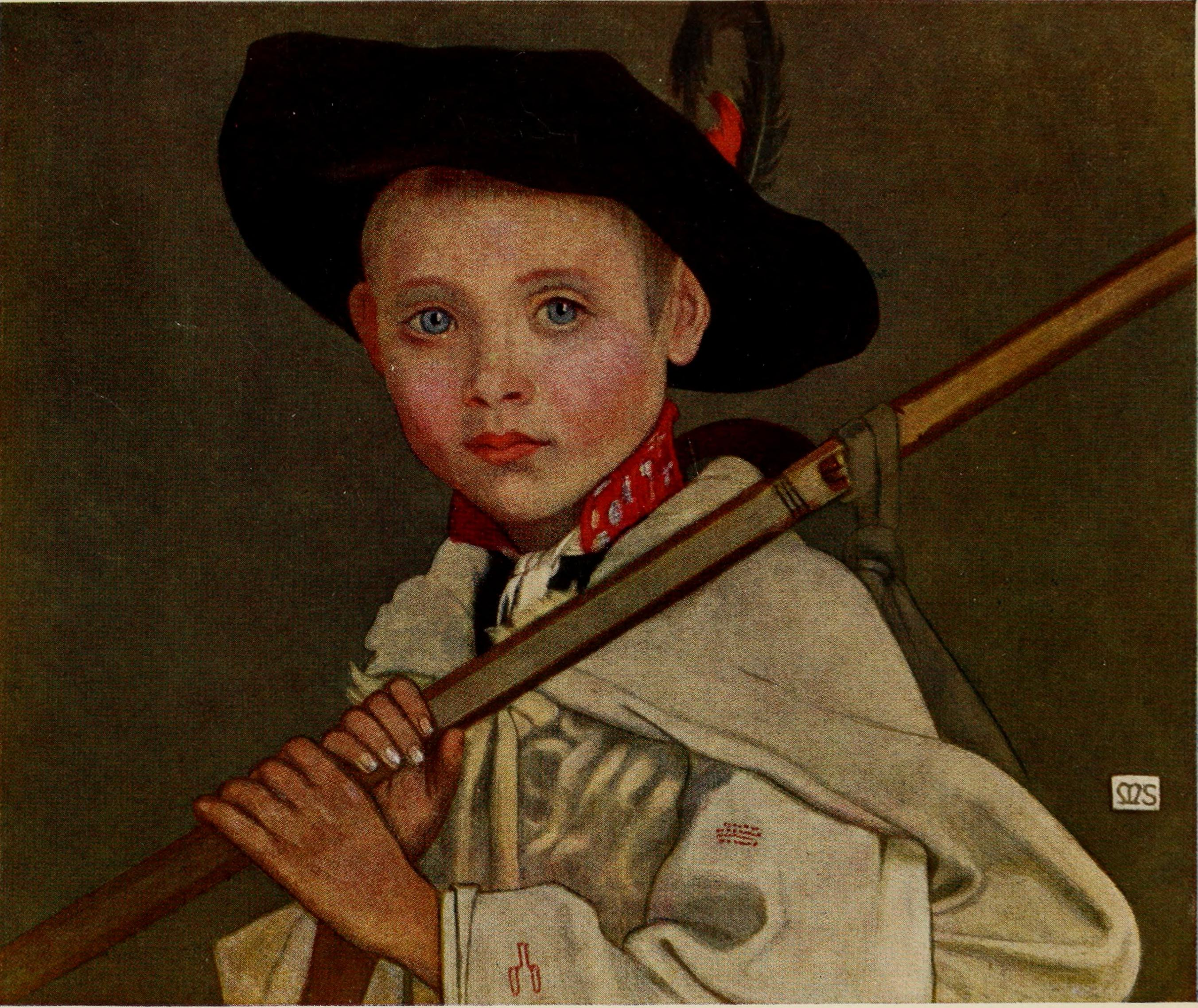
Hungary, 1909.
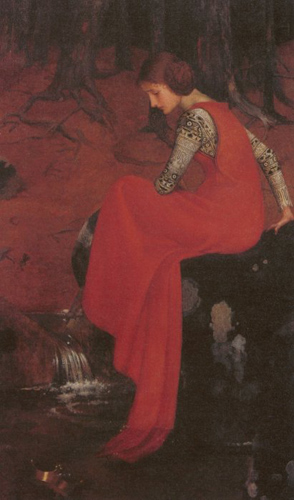
Mélisandre, v. 1895.